# Acid sulfonic

Structura generală a unui acid sulfonic (grupa funcțională în albastru)

Un acid sulfonic este un compus organic cu sulf cu formula generală R−S(=O)2−OH, unde R este un radical alchil sau aril, iar grupa S(=O)2−OH este un hidroxi-sulfonil. Un acid sulfonic poate fi asemănat cu acidul sulfuric, în care o grupă hidroxil este înlocuită de un substituent organic. Dacă substituentul este anorganic (de exemplu atom de halogen F, Cl, Br, etc.) atunci prin substituire se obțin acizi anorganici acid fluorosulfuric, acid clorosulfuric. Sărurile și esterii acidului sulfonic se numesc sulfonați.

## Obținere

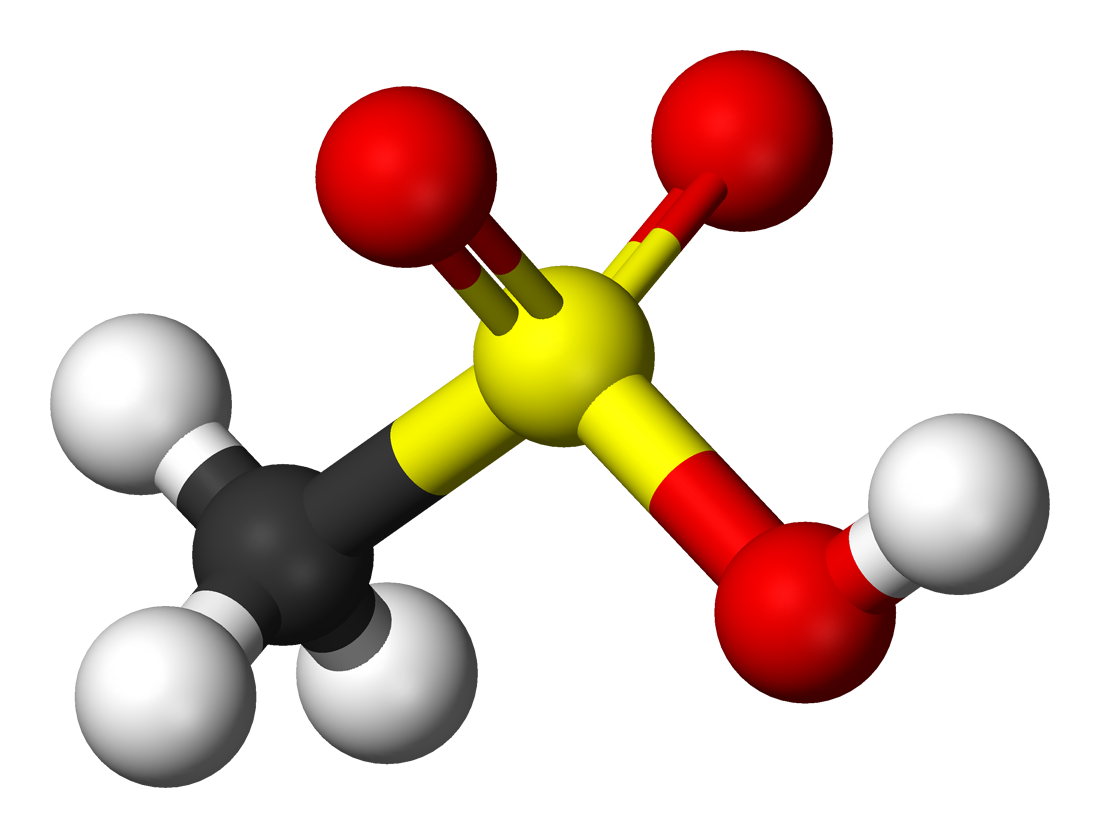
Reprezentare cu bile a moleculei de acid metansulfonic

Acizii sulfonici se obțin în majoritatea cazurilor prin reacții de sulfonare. De obicei, agentul de sulfonare este trioxidul de sulf, sau câteodată în amestec cu acidul sulfuric (amestec oleum). Această metodă este larg utilizată pentru producerea de acizi alchil-benzensulfonici:
RC6H5 + SO3 → RC6H4SO3H
În această reacție, trioxidul de sulf este electrofilul, iar arena suferă o substituție electrofilă aromatică.
Și tiolii  pot fi oxidați la acizi sulfonici:
RSH + 3⁄2 O2 → RSO3H